# Département Tarn-et-Garonne
Das Département du Tarn-et-Garonne [taʀnegaˈʀɔn] (okzitanisch: Tarn e Garona) ist das französische Département mit der Ordnungsnummer 82. Es liegt im Süden des Landes in der Region Okzitanien und wurde nach den Flüssen Tarn und Garonne benannt.

## Geographie
Das Département Tarn-et-Garonne grenzt an die Départements Lot, Aveyron, Tarn, Haute-Garonne, Gers und Lot-et-Garonne.

## Geschichte
Das Département Tarn-et-Garonne gehört nicht zu den 83 „Départements der ersten Stunde“, die durch das Dekret vom 22. Dezember 1789 der konstituierenden Nationalversammlung geschaffen wurden, sondern wurde erst später zur Zeit des Ersten Kaiserreichs gebildet. Durch Dekret Napoleons vom 21. November 1808 wurde es aus Teilen der Départements Lot (die Ortschaften Montauban und Moissac), Haute-Garonne (der Ort Castelsarrasin), Lot-et-Garonne, Gers und Aveyron gebildet.
Es gehörte von 1960 bis 2015 der Region Midi-Pyrénées an, die 2016 in der Region Okzitanien aufging.
Dem Generalrat des Départements standen über 40 Jahre Mitglieder der Familie Baylet vor, der die Verlagsgruppe um die Regionalzeitung La Dépêche du Midi gehört. Évelyne Baylet war 1970 die erste Frau an der Spitze einer französischen Départementvertretung. Ihr Sohn Jean-Michel Baylet folgte ihr 1985 im Amt. Die linksliberale Kleinpartei Parti radical de gauche, der Baylet von 1996 bis 2016 vorstand, hat in Tarn-et-Garonne eine Hochburg.

## Wappen
Beschreibung: In Rot oben ein laufender hersehender goldener Löwe mit blauer Bewehrung und unten ein goldenes Tolosanerkreuz.

## Verwaltungsgliederung
| Arrondissement              | Kantone | Gemeinden | Einwohner 1. Januar 2022 | Fläche km² | Dichte Einw./km² | Code INSEE |
| --------------------------- | ------- | --------- | ------------------------ | ---------- | ---------------- | ---------- |
| Castelsarrasin              | 7       | 103       | 79.088                   | 1.601,52   | 49               | 821        |
| Montauban                   | 12      | 92        | 185.836                  | 2.116,76   | 88               | 822        |
| Département Tarn-et-Garonne | 15      | 195       | 264.924                  | 3.718,28   | 71               | 82         |

Siehe auch:

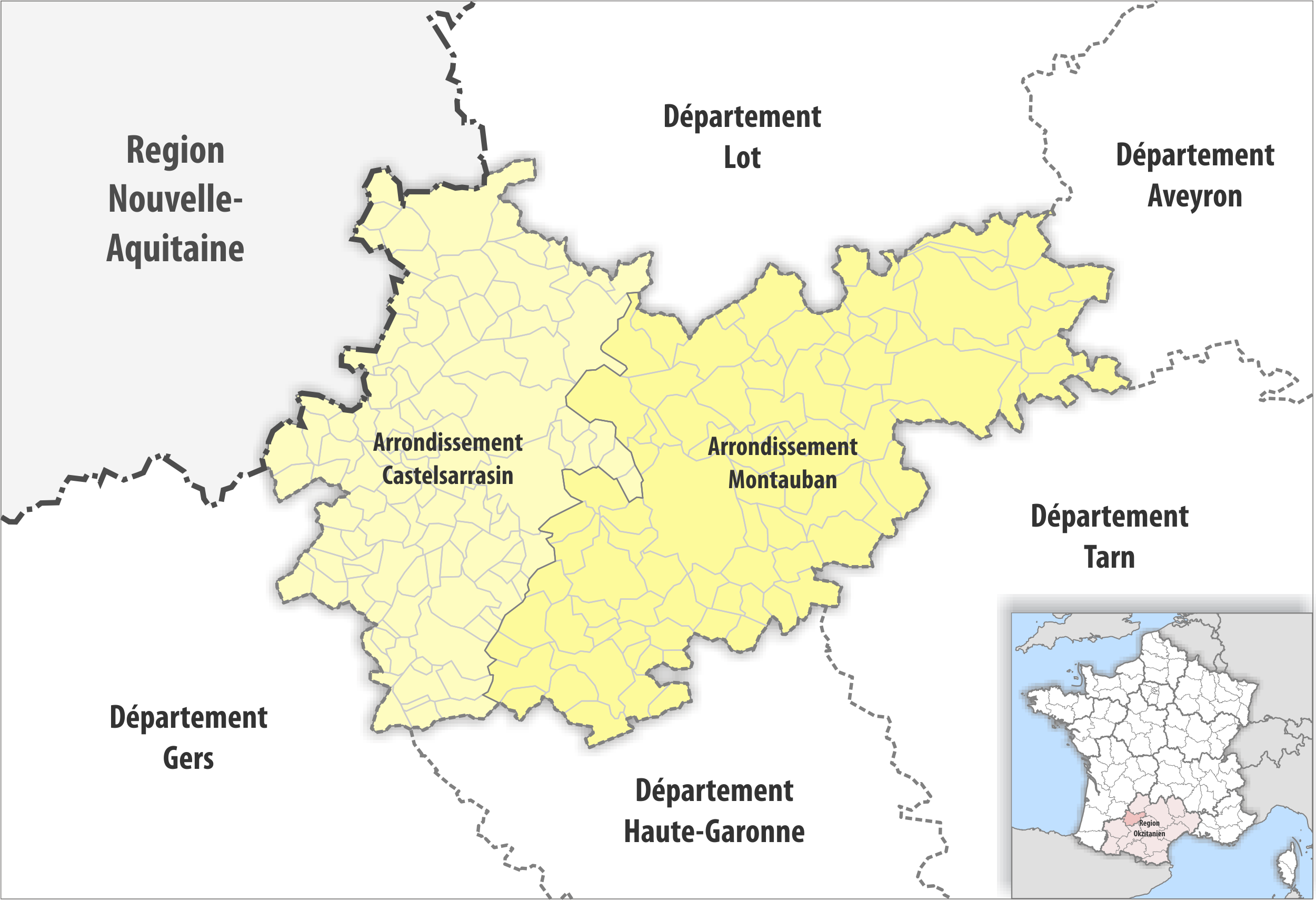
Gemeinden und Arrondissemente im Département Tarn-et-Garonne

- Liste der Gemeinden im Département Tarn-et-Garonne
- Liste der Kantone im Département Tarn-et-Garonne
- Liste der Gemeindeverbände im Département Tarn-et-Garonne

## Industrie und Wirtschaft
Das Département ist stark auf den landwirtschaftlichen Sektor ausgerichtet. 2004 arbeiteten noch 10,7 % der Berufstätigen in diesem Bereich. Vorherrschend sind Getreideanbau, Rinder- (Kälber) und Schafzucht. In den Sedimentebenen entlang der Flüsse Garonne, Tarn und Aveyron werden Getreide, Obst- und Gemüse angebaut. Die Täler und Terrassen sind mit Pappelwäldern bepflanzt. Im Anbaugebiet Côtes du Frontonnais werden Qualitätsweine angebaut.
Die Industrialisierung ist nicht weit fortgeschritten. Fast die Hälfte der Industrie ist im Großraum Montauban angesiedelt. Die Lebensmittelindustrie steht in Tarn-et-Garonne an erster Stelle (dominiert von Keksherstellung und Milchproduktion). Die Elektronik- und Maschinenbauindustrie ist vor allem in Montauban, Caussade und Labastide-Saint-Pierre stark vertreten. Eine Gießerei befindet sich in Castelsarrasin. Die Elektrizitätsversorgung wird durch das Kernkraftwerk Golfech sichergestellt.